# Waterhouse style
Per Waterhouse style, talvolta Waterhouse sound o Waterhouse singing, si intende un caratteristico stile di canto adottato da alcuni cantanti di musica reggae a partire dal periodo a cavallo tra la fine degli anni settanta e i primi anni ottanta. I cantanti Michael Rose, Don Carlos e Junior Reid - tutti per un periodo alla voce del gruppo roots reggae Black Uhuru - sono riconosciuti come i pionieri del Waterhouse style.

## Storia
Il Waterhouse style è un particolare stile di canto emerso tra la fine degli anni settanta e i primi anni ottanta all'interno della scena reggae giamaicana. Il Waterhouse style è comunemente descritto come uno stile vocale lamentoso, gemente e fluttuante, spesso nasale e stridente, caratteristiche che ne conferiranno una sonorità contraddistinta dal resto dei cantanti reggae. I fondatori del Waterhouse style comunemente riconosciuti sono i cantanti Michael "Mykal" Rose, Junior Reid e Don Carlos, che tra la fine degli anni settanta e i primi anni ottanta introdussero questo stile vocale, nel pieno periodo di sviluppo delle prime forme di dancehall reggae (early dancehall). Il nome deriva dall'omonimo famoso quartiere di Kingston, capitale della Giamaica, luogo dove non a caso nacquero ed emersero i tre pionieri. I Black Uhuru - gruppo roots reggae originario anch'esso del quartiere di Waterhouse - sono riconosciuti come tra gli artisti più rappresentativi del genere. Il loro secondo album, Showcase (1979) - con Michael Rose nel ruolo di cantante principale - è da alcuni ritenuto la massima rappresentazione di questo stile. Il Waterhouse style influenzò molti altri artisti successivi come Yami Bolo e Andrew Bees. È curioso notare che molti dei principali rappresentanti del Waterhouse style vennero coinvolti nella formazione dei Black Uhuru: mentre Don Carlos compose la band nella sua fase embrionale nei primi anni settanta (tornerà per un periodo negli anni novanta), Junior Reid e Andrew Bees sostituirono Michael Rose in anni successivi. Nonostante fosse nato nell'ambito del roots reggae, il Waterhouse style influenzò molti artisti dancehall reggae degli anni ottanta. Pare proprio che fu con l'esplosione della dancehall digitale (raggamuffin) nella metà del decennio (1985), che il Waterhouse style ottenne la maggior diffusione: importanti esponenti del early ragga, come Tenor Saw, Half Pint, Nitty Gritty, Anthony Red Rose e King Kong, potevano essere riconosciuti come tra i principali rappresentanti dello stile vocale in quegli anni.
Due compilation in grado di rappresentare il Waterhouse style sono Waterhouse Revisited e Waterhouse Revisited Chapter II, pubblicate rispettivamente nel 1994 e nel 1995 per la Hightone Records, le quali racchiudono materiale di cantanti early dancehall registrato nella prima metà degli anni ottanta.

## Alcuni dei principali cantanti reggae in stile Waterhouse[1][2][3]
- Andrew Bees
- Anthony Red Rose
- Don Carlos
- Half Pint
- King Kong
- Lacksley Castell
- Michael Rose
- Nitty Gritty
- Junior Reid
- Tenor Saw
- Yami Bolo